# Campeonato Alagoano de Futebol Feminino de 2022
O Campeonato Alagoano Feminino de 2022 é a décima terceira edição desta competição de futebol feminino organizada pela Federação Alagoana de Futebol (FAF).
A competição é composta de três fases e é disputada por oito equipes entre os dias 24 de setembro e o mês de novembro. Na primeira fase, os participantes foram divididos em dois grupos, pelos quais os integrantes enfrentaram os adversários da própria chave em jogos de turno único. Após três rodadas, os dois melhores de cada grupo se classificaram para as semifinais.

## Formato e participantes
O regulamento da décima terceira edição do Campeonato Alagoano Feminino dividiu os oito participantes em dois grupos. Após três rodadas, os dois melhores de cada se classificaram para as semifinais. Nas semifinais, dois embates eliminatórios foram formados de acordo com o cruzamento olímpico. Os vencedores se qualificaram para a decisão em jogo único. Os oito participantes são:
| Equipe                | Cidade          | Estádio                       | Títulos                                             |
| --------------------- | --------------- | ----------------------------- | --------------------------------------------------- |
| Acauã                 | Maceió          | Estádio Universitário da UFAL | —                                                   |
| Atlético Alagoano     | Maceió          | Nelson Peixoto Feijó          | —                                                   |
| Canoense              | Lagoa da Canoa  | Clube do Servidor             | —                                                   |
| CRB                   | Maceió          | Estádio Universitário da UFAL | 1 (2021)                                            |
| Cruzeiro de Arapiraca | Arapiraca       | Zeca Pacheco                  | —                                                   |
| Desportivo Aliança    | Maceió          | Estádio Universitário da UFAL | —                                                   |
| IDEC                  | Delmiro Gouveia | O Barrancão                   | —                                                   |
| UDA                   | Maceió          | Estádio Universitário da UFAL | 8 (2010, 2013, 2014, 2015, 2016, 2017, 2018 e 2019) |

## Primeira fase
A primeira fase da competição teve início em 24 de setembro e foi encerrada em 29 de outubro. Após três rodadas, Acauã, CRB, IDEC e União Desportiva se classificaram para as semifinais.

## Fases finais
|  | Semifinais | Semifinais | Semifinais | Semifinais |     |  | Final | Final |
|  |            |            |            |            |     |  |       |       |
|  | IDEC       | 0          | 1          | 1          |     |  |       |       |
|  | UDA        | 3          | 3          | 6          |     |  |       |       |
|  | UDA        | 3          | 3          | 6          | UDA |  |       |       |
|  |            |            |            |            |     |  |       |       |
|  |            | Acauã      |            |            |     |  |       |       |
|  | Acauã      | 2          | 2          | 4          |     |  |       |       |
|  | Acauã      | 2          | 2          | 4          |     |  |       |       |
|  | CRB        | 0          | 1          | 1          |     |  |       |       |

### Gerais
- «REGULAMENTO ESPECÍFICO DO CAMPEONATO ALAGOANO FEMININO - 2022» (PDF). Federação Alagoana de Futebol. 23 de setembro de 2022. Consultado em 30 de outubro de 2022. Cópia arquivada (PDF) em 30 de outubro de 2022

### Específicas
1. ↑  «FAF divulga tabela do Campeonato Alagoano Feminino 2022». Alagoas24horas.com.br. 15 de setembro de 2022. Consultado em 30 de outubro de 2022. Cópia arquivada em 26 de setembro de 2022
2. ↑  «Campeonato Alagoano Feminino começa no dia 24 de setembro». CBN Maceió. 15 de setembro de 2022. Consultado em 30 de outubro de 2022. Cópia arquivada em 30 de outubro de 2022
3. ↑  «Federação divulga tabela do Campeonato Alagoano Feminino de 2022». CadaMinuto.com.br. 15 de setembro de 2022. Consultado em 30 de outubro de 2022. Cópia arquivada em 30 de outubro de 2022
4. ↑  Raphael Alves (24 de setembro de 2022). «Dois clubes desistem do Alagoano Feminino». Gazeta de Alagoas. Consultado em 30 de outubro de 2022. Cópia arquivada em 10 de outubro de 2022
5. ↑  Augusto Oliveira (23 de setembro de 2022). «Campeonato Alagoano Feminino começa neste sábado (24)». Federação Alagoana de Futebol. Consultado em 30 de outubro de 2022. Cópia arquivada em 30 de outubro de 2022
6. ↑  Augusto Oliveira (23 de outubro de 2022). «Alagoano Feminino: CRB, IDEC, UDA e Acauã avançam para semifinal». Federação Alagoana de Futebol. Consultado em 30 de outubro de 2022. Cópia arquivada em 30 de outubro de 2022